# ICTV (chaîne de télévision)
Pour les articles homonymes, voir ICTV.
 (mai 2019).
ICTV (International Commercial Television) est la première chaîne de télévision non-gouvernementale en Ukraine. Elle fait partie de plusieurs structures médiatiques, notamment celle du groupe StarLightMedia appartenant à Viktor Pintchouk et à sa femme. Son histoire débute le 15 juin 1992, lorsque la chaîne commence à diffuser des programmes de divertissement, qui sont toujours d’actualité. Le volume de diffusion d'ICTV est de 24 heures par jour. De plus, cette chaîne constitue un des plus grands réseaux de radiodiffusion non-étatiques d’Ukraine,. 

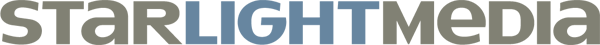
Logotype du StarLightMedia

## Histoire
La chaîne commence à diffuser ses premiers programmes en juin 1992. Le premier cofondateur d'ICTV est la société russe RTR : elle a permis de créer un grand réseau de couverture. Le deuxième cofondateur demeure la société StoryFirst, dont une partie appartient au célèbre producteur mondial de productions cinématographiques Universal.
À ses débuts, ICTV diffuse des programmes de divertissement et elle devient la première chaîne ukrainienne à maîtriser la méthodologie de la voix et de la duplication de bandes cinématographiques étrangères. En 1996, ICTV est classé troisième dans la classification des chaînes de télévision ukrainiennes. Plus tard, elle descendra d'un rang dans cette classification et occupe désormais la quatrième place.
En 2000, une nouvelle phase de l'histoire de la chaîne commence : les propriétaires de l'entreprise changent.  Aujourd'hui, ICTV (avec les chaînes Novyi Kanal et STB, la maison d'édition Economy, le journal Facts and Comments) fait partie du groupe de presse StarLightMedia, dont le propriétaire est l'oligarque ukrainien Viktor Pintchouk et sa femme.
La nouvelle équipe de gestionnaires réussit à multiplier par trois l’audience de la chaîne. Actuellement, la priorité d'ICTV reste le bloc d’information de la radiodiffusion.

## Propriétaires

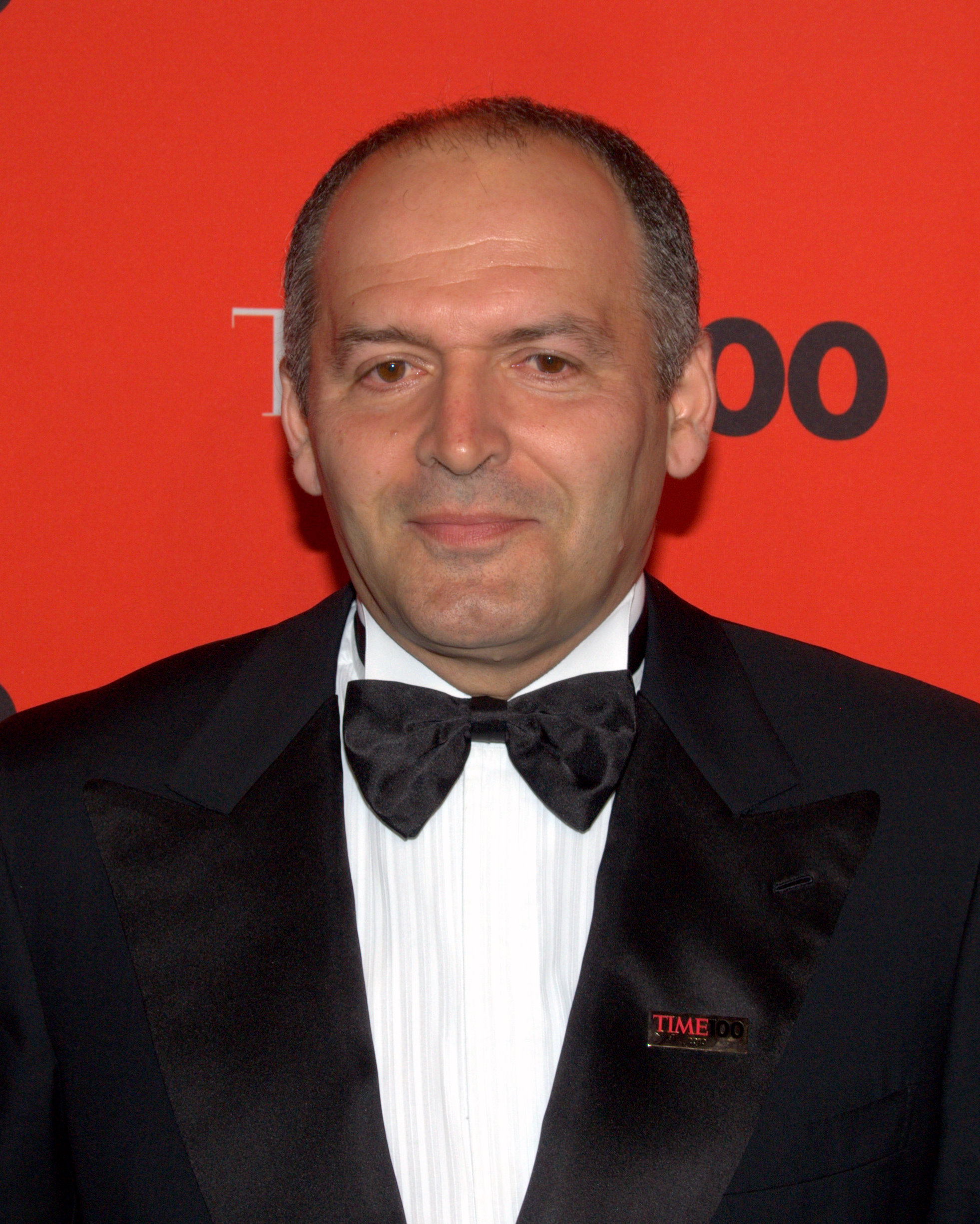
L'oligarque Viktor Pintchouk

Actuellement, les propriétaires de la chaîne ICTV, ainsi que de STB TV et de Noviy Kanal (en français, "Nouvelle Chaîne") sont l'oligarque ukrainien, Viktor Pintchouk, et sa femme, Olena Pinchuk. Ils ont confié leurs médias au Français Benjamin Vernier, à la Britannique Samantha D'Aoud, au Suisse Angelo de Reese et au résident de Jersey Colin Volker, qui les gèrent selon les intérêts des propriétaires. De plus, ces quatre mandataires sont également des propriétaires d’entreprises situées dans les zones à l'étranger, plus précisément dans les îles Seychelles et îles Vierges britanniques, Samoa et Hong Kong. Toutes ces entreprises détiennent Starlight Média qui possède à son tour ICTV et les deux autres chaînes de télévision.

## Audience
L'audience de l'ICTV est composée majoritairement d'individus âgées de 18 à 60 ans. Toutefois, le public cible est constitué de personnes d’affaires actives âgées de 25 à 55 ans.
Cette chaîne de télévision est présente dans l'ensemble des villes ukrainiennes ayant plus de 50 000 habitants. Elle couvre ainsi 95% de la population de l'Ukraine et donc près de 41 millions d’habitants.
Les audiences potentielles les plus nombreuses se trouvent dans les régions centrale et occidentale de l'Ukraine. Le signal vers les pays d'Europe est transmis par le satellite Amos-2 (en).